# Liste des chapitres de One Piece (2e partie)

Cet article est un complément de l’article sur le manga One Piece. Il contient la liste des volumes du manga parus en presse du tome 21 au tome 40, avec les chapitres qu’ils contiennent. Il fait suite à Liste des chapitres de One Piece (1re partie) et est suivi de Liste des chapitres de One Piece (3e partie).
Pratiquement tous les chapitres commencent par une page d’entête racontant de manière muette une petite histoire à suivre sur les aventures d’un ou de plusieurs personnages secondaires.

## Volumes reliés

### Tomes 21 à 30
| no | Japonais         | Japonais      | Français         | Français      |
| no | Date de sortie   | ISBN          | Date de sortie   | ISBN          |
| --- | ---------------- | ------------- | ---------------- | ------------- |
| 21 | 4 décembre 2001  | 4-08-873194-8 | 12 mai 2004      | 2-7234-4584-4 |
| Titre du volume : Utopia (理想郷, Risōkyō) Personnages en couverture : Crocodile, Nico Robin, Das Bones, Paula, Bentham, Mr 4, Miss Merry Christmas et LassouListe des chapitres : - Ch.187 : Un combat serré (互角, Gokaku) Alors que Vivi arrive au palais et demande à Chaka de le détruire, Sanji et Mr 2 continuent leur combat avec ce dernier qui prend l'apparence des compagnons du cuistot. - Ch.188 : Le coup de ballet (オカマ拳法, Okama Kenpō) Tandis que Chaka accepte la requête de Vivi, Mr 2 prend le dessus sur Sanji après s'être transformé en Nami mais ce dernier finit par comprendre la faiblesse du travesti-fruit. - Ch.189 : 2 (2) Sanji finit par battre Mr 2 après avoir découvert sa faiblesse. Alors que Crocodile arrive au palais d'Alubarna et empêche sa destruction, Nami est poursuivie par Mr 1 et Miss Doublefinger. - Ch.190 : Le bâton climatique (天候棒, Kurima Takuto) Après avoir été sauvée in extremis par Zoro qui commence à combattre Mr 1, Nami se retrouve confrontée à Miss Doublefinger et tente d'utiliser le bâton climatique qu'Usopp lui a fabriqué. - Ch.191 : La femme qui contrôlait le temps (天候を操る女, Tenkō o Ayatsuru On'na) Nami tente d'apprendre à utiliser le bâton climatique tout en échappant aux attaques de Miss Doublefinger. - Ch.192 : Avis de tempête (旋風注意報, Senpū Chūi-Hō) Alors qu'au palais d'Alubarna, Crocodile demande à Cobra la localisation de Pluton, Nami continue de combattre Miss Doublefinger après avoir compris les techniques du bâton climatique. - Ch.193 : Utopia (理想郷, Risōkyō) Nami finit par battre Miss Doublefinger avec la plus redoutable technique du bâton climatique. Au palais d'Alubarna, Crocodile révèle qu'il veut obtenir Pluton afin de bâtir la nation la plus puissante au monde et qu'une bombe d'un rayon de 5 kilomètres explosera dans 30 minutes sur l'esplanade du palais. Au même moment, Zoro combat Mr 1 dont le corps est aussi solide que l'acier. - Ch.194 : Trancher l'acier (鉄を斬る, Tetsu o Kiru) Zoro tente de trancher le corps d'acier de Mr 1 mais ce dernier prend le dessus sur son adversaire. - Ch.195 : Mr Bushido (Mr. 武士道, Mr. Bushidō) Mr 1 blesse grièvement Zoro mais après s'être relevé, il se rappelle des mots de son maître et finit par réussir à trancher le corps d'acier de Mr 1. |                  |               |                  |               |
| Résumé : - Arc Alabasta (5e partie) |                  |               |                  |               |
| 22 | 4 février 2002   | 4-08-873222-7 | 15 juillet 2004  | 2-7234-4585-2 |
| Titre du volume : Hope ! (HOPE!!, Hōpu!!) Personnages en couverture : Monkey D. Luffy, Roronoa Zoro, Sanji Vinsmoke, Nami, Usopp, Tony-Tony Chopper, Nefertari Vivi, Kaloo, Longs-cilsListe des chapitres : - Ch.196 : 1 (1) Tandis que Zoro s'effondre après avoir vaincu Mr 1, au palais d'Alubarna, Crocodile bat facilement Chaka et les Tsumegeri. - Ch.197 : Rencontre au sommet (統率者達, Tōsotsusha-tachi) Après être arrivé au palais d'Alubarna, Koza découvre la vérité sur le plan de Crocodile et il tente d'arrêter la rébellion avec Vivi et l'armée royale lorsqu'il est soudainement abattu par un soldat infiltré de Baroque Works. - Ch.198 : 16h15 (午後四時十五分, Gogo Yo-ji Jūgo-fun) Alors que l'attaque sur Koza provoque la reprise des combats sur l'esplanade du palais, Vivi est attaquée par Crocodile et il la jette dans le vide, mais Luffy arrive avec Pell au palais d'Alubarna. - Ch.199 : Hope ! (HOPE!!, Hōpu!!) Luffy et Pell sauvent Vivi et après l'avoir amenée auprès de ses compagnons, Luffy affronte à nouveau Crocodile avec un baril d'eau et il réussit à le frapper, ayant compris que la faiblesse du fruit des sables est l'eau. - Ch.200 : Aqua-Luffy (水ルフィ, Mizu-Rufi) Tandis que Luffy continue de combattre Crocodile avec son baril d'eau, Vivi et le reste de l'équipage de Chapeau de paille partent à la recherche de la bombe. - Ch.201 : Nico Robin (ニコ ・ ロビン, Niko Robin) Crocodile utilise ses pouvoirs pour transformer tout son environnement en sable et il finit par battre une nouvelle fois Luffy en le déshydratant. Pendant ce temps, Nico Robin bat facilement Tashigi et la Marine alors que Cobra la conduit au ponéglyphe. - Ch.202 : Le tombeau de la famille royale (王家の墓, Ōke no Haka) Robin et Cobra arrivent au temple funéraire où se trouve le ponéglyphe, rejoints peu après par Crocodile. Luffy parvient à survivre grâce à l'eau qu'il avait envoyé dans le ciel un peu plus tôt mais une fois arrivé au temple, il s'effondre par épuisement. - Ch.203 : Ça sent le croco ! (ワニっぽい, Wani-ppoi) Crocodile transperce Robin après qu'elle est révélé qu'il n'y avait rien d'écrit sur Pluton sur le ponéglyphe, alors qu'au même moment, Vivi trouve la bombe et Luffy se relève. - Ch.204 : Red (RED) Alors que Luffy affronte à nouveau Crocodile qui sort son crochet empoisonné, Vivi et l'équipage de Chapeau de paille reçoivent l'aide de Tashigi et de la Marine. - Ch.205 : La base secrète du clan des sables (砂砂団秘密基地, Suna-Suna-Dan Himitsu Kichi) Tandis que Vivi et l'équipage de Chapeau de paille tentent de monter en haut de la tour de l'horloge où se trouvent la bombe ainsi que Mr 7 et Miss Fathersday, Luffy continue son combat à mort contre Crocodile mais il est empoisonné par le crochet de ce dernier. |                  |               |                  |               |
| Résumé : - Arc Alabasta (6e partie) |                  |               |                  |               |
| 23 | 4 avril 2002     | 4-08-872797-5 | 8 septembre 2004 | 2-7234-4706-5 |
| Titre du volume : L'aventure de Vivi (ビビの冒険, Bibi no Bōken) Personnages en couverture : Nefertari Vivi, Monkey D. Luffy, Roronoa Zoro, Sanji Vinsmoke, Nami, Usopp, Tony-Tony ChopperListe des chapitres : - Ch.206 : Mise à feu (点火, Tenka) Alors que Luffy combat toujours Crocodile, l'équipage de Chapeau de paille aide Vivi à atteindre le sommet de la tour de l'horloge d'une manière rapide mais peu orthodoxe. - Ch.207 : Le cauchemar continue (悪夢, Akumu) Tandis que Luffy s'effondre à cause des effets du poison, Vivi parvient à atteindre le sommet de la tour de l'horloge et à vaincre Mr 7 et Miss Fathersday, mais après avoir éteint la mèche de la bombe, elle découvre que Crocodile avait tout planifié et que la bombe est à retardement. - Ch.208 : Le dieu protecteur (守護神, Shugoshin) Pendant que Luffy se relève et reprend son combat contre Crocodile, Pell arrive au sommet de la tour de l'horloge et il emmène la bombe dans le ciel afin qu'elle l'explose loin d'Alubarna. - Ch.209 : Je te surpasserai (越えて行く, Koete Yuku) Alors que tout le monde est soufflé par l'explosion de la bombe, ignorant le sacrifice de Pell, la rébellion et l'armée royale se relèvent afin de continuer de combattre. Vivi crie pour que les combats cessent, mais comme personne ne peut entendre ses appels, Nami supplie ses compagnons de tenter de les arrêter. Au même moment, Luffy combat avec toute sa puissance et il finit par vaincre Crocodile. - Ch.210 : Zéro (0) L'attaque finale de Luffy envoie Crocodile dans les airs mais les combats continuent sur l'esplanade du palais malgré la défaite totale de Baroque Works. Cependant, une fois qu'il a commencé à pleuvoir de nulle part, les combats cessent et ils entendent la voix de Vivi, mettant ainsi fin à la guerre tandis que Cobra remercie Luffy pour avoir vaincu Crocodile. - Ch.211 : Majesté (王, Ō) Avec tous les agents spéciaux de Baroque Works vaincus et arrêtés par la Marine, Vivi et Cobra mettent fin à la guerre civile d'Alabasta avec un discours au peuple, tandis que les membres de l'équipage de Chapeau de paille tombent tous inconscients. - Ch.212 : Un certain sens de la justice (いくつかの正義, Ikutsu ka no Seigi) Alors qu'Alabasta célèbre la fin de la guerre et le retour de la pluie, Tashigi n'arrête pas l'équipage de Chapeau de paille bien qu'ils soient tous évanouis. Alors que ces derniers sont ensuite emmenés au palais d'Alubarna pour être soignés, le Gouvernement mondial décide de cacher la vérité et de donner le mérite de l'arrestation de Crocodile à Smoker et Tashigi malgré le refus du colonel. - Ch.213 : VIP (VIP) Quelques jours plus tard, l'équipage de Chapeau de paille reprend des forces au palais d'Alubarna mais alors qu'ils s'apprêtent à quitter le pays, Igaram et Chaka apprennent que la prime de Luffy est désormais de 100 millions de berrys tandis que la tête de Zoro est désormais mise à prix à 60 millions de berrys. - Ch.214 : Opération : évasion ! (砂の国脱出作戦, Suna no Kuni Dasshutsu Sakusen) - Ch.215 : Last Waltz (LAST WALTZ) - Ch.216 : L'aventure de Vivi (ビビの冒険, Bibi no Bōken) |                  |               |                  |               |
| Résumé : - Arc Alabasta (7e partie) |                  |               |                  |               |
| 24 | 4 juillet 2002   | 4-08-873282-0 | 2 novembre 2004  | 2-7234-4707-3 |
| Titre du volume : Croire en ses rêves (人の夢, Hito no Yume) Personnages en couverture : Monkey D. Luffy, Nico Robin, Marisa, Shojo, et BellamyListe des chapitres : - Ch.217 : Un passager clandestin (密航者, Mikkōsha) - Ch.218 : La raison pour laquelle les Logs Pose sont sphériques (「記録指針」が丸い理由, "Rogu Pōsu" ga Marui Wake) - Ch.219 : Masira, le roi du repêchage (サルベージ王マシラ, Sarubēji-Ō Mashira) - Ch.220 : Balade sous-marine (海底散歩, Kaitei Sanpo) - Ch.221 : Gare aux monstres ! (怪物, Kaibutsu) - Ch.222 : Des nouveaux venus de première catégorie (大型ルーキー, Ōgata Rūkī) - Ch.223 : Je promets de ne pas me bagarrer dans cette ville (ワタクシはこの町では決してケンカしないと誓います, Watakushi wa Kono Machi de wa Kesshite Kenka Shinai to Chikaimasu) - Ch.224 : Arrête de rêver ! (夢を見るな, Yume o Miru Na) - Ch.225 : Croire en ses rêves (人の夢, Hito no Yume) - Ch.226 : Shojo, le roi de la fouille sous-marine (海底探索王ショウジョウ, Kaitei Tansaku-Ō Shōjō) |                  |               |                  |               |
| Résumé : - Arc Alabasta (8e partie) - Arc Jaya (1re partie) |                  |               |                  |               |
| 25 | 4 septembre 2002 | 4-08-873313-4 | 1er février 2005 | 2-7234-4829-0 |
| Titre du volume : L'homme qui valait 100 millions (一億の男, Ichioku no Otoko) Personnages en couverture : Monkey D. Luffy, Shanks, Marshall D. Teach, Baggy, la chèvre de Sengoku et un mineurListe des chapitres : - Ch.227 : Norland le roi des menteurs (うそつきノーランド, Usotsuki Nōrando) - Ch.228 : Montblanc Cricket, Commandant en chef des forces spéciales simiesques (「猿山連合軍最終園長」モンブラン・クリケット, "Saruyama Rengō-gun Rasuto Bosu" Monburan Kuriketto) - Ch.229 : Mangeons ensemble (メシを食おう, Meshi o Kuō) - Ch.230 : À la recherche du South Bird (サウスバードを追え!!, Sausubādo o Oe!!) - Ch.231 : Bellamy la hyène (ハイエナのベラミー, Haiena no Beramī) - Ch.232 : L'homme qui valait 100 millions (一億の男, Ichioku no Otoko) - Ch.233 : La plus haute instance mondiale (世界最高権力, Sekai Saikō Kenryoku) - Ch.234 : Tâchez de vous en souvenir (ご記憶下さいます様に, Gokioku Kudasaimasu Yō ni) - Ch.235 : Le Knock-up Stream (突き上げる海流, Nokku Appu Sutorīmu) - Ch.236 : En route vers les cieux (船は空をゆく, Fune wa Sora o Yuku) |                  |               |                  |               |
| Résumé : - Arc Jaya (2e partie) |                  |               |                  |               |
| 26 | 4 décembre 2002  | 4-08-873336-3 | 5 avril 2005     | 2-7234-4830-4 |
| Titre du volume : Aventure sur l'île de Dieu (神の島の冒険, Kami no Shima no Bōken) Personnages en couverture : Monkey D. Luffy, Roronoa Zoro, Sanji Vinsmoke, Nami, Usopp, Tony-Tony Chopper et Nico RobinListe des chapitres : - Ch.237 : Dans les cieux (上空にて, Jōkū nite) - Ch.238 : Les portes du paradis (天国の門, Tengoku no Mon) - Ch.239 : Angel Beach (エンジェルビーチ, Enjeru Bīchi) - Ch.240 : Les Dials, source d'énergie (ダイアル・エネルギー, Daiaru Enerugī) - Ch.241 : Le jugement divin (天の裁き, Ten no Sabaki) - Ch.242 : Criminels de 2e catégorie (第2級犯罪者, Dai-Ni-Kyū Hanzaisha) - Ch.243 : Ordalie (試練, Shiren) - Ch.244 : SOS (SOS) - Ch.245 : Aventure sur l'île de Dieu (神の島の冒険, Kami no Shima no Bōken) - Ch.246 : Satori, le prélat de la forêt de l'égarement (迷いの森の神官サトリ, Mayoi no Mori no Shinkan Satori) |                  |               |                  |               |
| Résumé : - Arc Skypiea (1re partie) |                  |               |                  |               |
| 27 | 4 février 2003   | 4-08-873379-7 | 1er juin 2005    | 2-7234-4831-2 |
| Titre du volume : Prélude (序曲(オーバーチュア), Ōbāchua) Personnages en couverture : Monkey D. Luffy , Satori, Shura, Gedatsu et OmListe des chapitres : - Ch.247 : L'ordalie des ballons (玉の試練, Tama no Shiren) - Ch.248 : L'ancien dieu de Skypiea versus le prélat (元神様VS神官, Moto Kami-sama VS Shinkan) - Ch.249 : Le village caché dans les nuages (雲隠れの村, Kumo-Gakure no Mura) - Ch.250 : Ballon Dragon (玉ドラゴン, Tama Doragon) - Ch.251 : Prélude (序曲(オーバーチュア), Ōbāchua) - Ch.252 : Intersection (JUNCTION) - Ch.253 : La Vearth (ヴァース, Vāsu) - Ch.254 : Aubade (夜明曲(オーバード), Ōbādo) - Ch.255 : Le boa et les explorateurs (うわばみと探索組, Uwabami to Tansaku Chīmu) |                  |               |                  |               |
| Résumé : - Arc Skypiea (2e partie) |                  |               |                  |               |
| 28 | 1er mai 2003     | 4-08-873418-1 | 31 août 2005     | 2-7234-4832-0 |
| Titre du volume : Wiper le démon furieux (「戦鬼」ワイパー, "Senki" Waipā) Personnages en couverture : Monkey D. Luffy, Roronoa Zoro, Tony-Tony Chopper, Nico Robin, Braham, Genbo, Kamakiri, Laki et WiperListe des chapitres : - Ch.256 : Wiper le démon furieux (「戦鬼」ワイパー, "Senki" Waipā) - Ch.257 : Bataille de Dials (貝バトル, Daiaru Batoru) - Ch.258 : Plein de sud différents (いろんな南, Iron na Minami) - Ch.259 : Zoro le pirate vs Braham le guerrier (海賊ゾロvs戦士ブラハム, Kaizoku Zoro vs Senshi Burahamu) - Ch.260 : Luffy le pirate vs Wiper le démon furieux (海賊ルフィvs戦鬼ワイパー, Kaizoku Rufi vs Senki Waipā) - Ch.261 : Genbo le guerrier vs Yama le Capitaine de la garde sacrée (戦士ゲンボウvs神兵長ヤマ, Senshi Genbō vs Shinpeichō Yama) - Ch.262 : Chopper le pirate vs Gedatsu le prélat (海賊チョッパーvs神官ゲダツ, Kaizoku Choppā vs Shinkan Gedatsu) - Ch.263 : Nami la pirate et le drôle de chevalier vs Hotori et Katori les Vice-capitaines de la garde sacrée (海賊ナミと変な騎士vs副神兵長ホトリとコトリ, Kaizoku Nami to Henna Kishi vs Fuku Shinpeichō Hotori to Kotori) - Ch.264 : Kamakiri le guerrier vs Ener le dieu (戦士カマキリvs神・エネル, Senshi Kamakiri vs Goddo Eneru) |                  |               |                  |               |
| Résumé : - Arc Skypiea (3e partie) |                  |               |                  |               |
| 29 | 4 juillet 2003   | 4-08-873480-7 | 5 octobre 2005   | 2-7234-4833-9 |
| Titre du volume : Oratorio (聖譚曲(オラトリオ), Oratorio) Personnages en couverture : Monkey D. Luffy, Nora, Aisa, Gan Forr, Pierre et ConisListe des chapitres : - Ch.265 : Robin la pirate vs Yama le Capitaine de la garde sacrée (海賊ロビンvs神兵長ヤマ, Kaizoku Robin vs Shinpeichō Yama) - Ch.266 : Chopper le pirate vs Om le prélat (海賊チョッパーvs神官オーム, Kaizoku Choppā vs Shinkan Ōmu) - Ch.267 : Marche (行進曲(マーチ), Māchi) - Ch.268 : Suite (組曲(スィート), Suwīto) - Ch.269 : Concerto (協奏曲(コンチェルト), Koncheruto) - Ch.270 : Sérénade (小夜曲(セレナーデ), Serenāde) - Ch.271 : Zoro le pirate vs Om le prélat (海賊ゾロvs神官オーム, Kaizoku Zoro vs Shinkan Ōmu) - Ch.272 : Drame (戯曲(プレイ), Purei) - Ch.273 : Quintette (五重奏(クインテット), Kuintetto) - Ch.274 : Oratorio (聖譚曲(オラトリオ), Oratorio) - Ch.275 : La Divine Comédie (神曲(ディビーナコメイディア), Dibīna Komeidia) |                  |               |                  |               |
| Résumé : - Arc Skypiea (4e partie) |                  |               |                  |               |
| 30 | 3 octobre 2003   | 4-08-873502-1 | 4 janvier 2006   | 2-7234-4834-7 |
| Titre du volume : Capriccio (狂想曲(カプリッチオ), Kapuricchio) Personnages en couverture : Monkey D. Luffy et EnerListe des chapitres : - Ch.276 : Shandia Rhythm (SHANDIA RHYTHM) - Ch.277 : "Maxim" (箴言, Makushimu) - Ch.278 : Conis (コニス, Konisu) - Ch.279 : Luffy le pirate vs le dieu Ener (海賊ルフィvs神・エネル, Kaizoku Rufi vs Goddo Eneru) - Ch.280 : Décollage (浮上, Fujō) - Ch.281 : Despia (デスピア, Desupia) - Ch.282 : Aspirations (望み, Nozomi) - Ch.283 : En première ligne pour secourir l'amour (恋の救出前線, Koi no Kyūshutsu Zensen) - Ch.284 : Merci (悪ィな, Warii na) - Ch.285 : Capriccio (狂想曲(カプリッチオ), Kapuricchio) |                  |               |                  |               |
| Résumé : - Arc Skypiea (5e partie) |                  |               |                  |               |

### Tomes 31 à 40
| no | Japonais         | Japonais      | Français         | Français          |
| no | Date de sortie   | ISBN          | Date de sortie   | ISBN              |
| --- | ---------------- | ------------- | ---------------- | ----------------- |
| 31 | 19 décembre 2003 | 4-08-873551-X | 1er mars 2006    | 2-7234-5368-5     |
| Titre du volume : Nous sommes là (ここにいる, Koko ni Iru) Personnages en couverture : Monkey D. Luffy, Sanji, Tony-Tony Chopper, Montblanc Norland, Calgara et NoraListe des chapitres : - Ch.286 : Le démon de Shandora (シャンドラの魔物, Shandora no Mamono) - Ch.287 : Divinicide (神殺し, Kamigoroshi) - Ch.288 : Malédiction (祟り, Tatari) - Ch.289 : Pleine lune (望月, Bōgetsu) - Ch.290 : La flamme de Shandora (シャンドラの灯, Shandora no Hi) - Ch.291 : Nous sommes là (ここにいる, Koko ni Iru) - Ch.292 : Disparition (あふことは片われ月の雲隠れ, Afu Koto wa Katawarezuki no Kumogakure) - Ch.293 : Boléro (舞曲(ボレロ), Borero) - Ch.294 : Raigo (雷迎, Raigō) - Ch.295 : Le haricot géant (巨大豆蔓(ジャイアントジャック), Jaianto Jakku) |                  |               |                  |                   |
| Résumé : - Arc Skypiea (6e partie) |                  |               |                  |                   |
| 32 | 4 mars 2004      | 4-08-873571-4 | 3 mai 2006       | 2-7234-5369-3     |
| Titre du volume : Love Song (島の歌声(ラブソング), Rabu Songu) Personnages en couverture : Monkey D. Luffy, Roronoa Zoro, Sanji Vinsmoke, Nami, Usopp, Tony-Tony Chopper, Nico Robin et un South BirdListe des chapitres : - Ch.296 : Haute voltige (最空局面, Saikū Kyokumen) - Ch.297 : Ode à la terre (大地讃称, Daichi Sanshō) - Ch.298 : Love Song (島の歌声(ラブソング), Rabu Songu) - Ch.299 : Fantaisie (幻想曲(ファンタジア), Fantajia) - Ch.300 : Symphonie (交響曲(シンフォニー), Shinfonī) - Ch.301 : Ma route m'a conduit ici (我ここに至る, Ware Koko ni Itaru) - Ch.302 : Finale (最終楽章(フィナーレ), Fināre) - Ch.303 : Des pirates plein aux as (金持ち海賊団, Kanemochi Kaizoku-dan) - Ch.304 : Aventure sur une île tout en longueur (長い島の冒険, Nagai Shima no Bōken) - Ch.305 : Foxy, le renard argenté (銀ギツネのフォクシー, Gingitsune no Fokushī) |                  |               |                  |                   |
| Résumé : - Arc Skypiea (7e partie) - Arc Long Ring Long Land (1re partie) |                  |               |                  |                   |
| 33 | 4 juin 2004      | 4-08-873593-5 | 12 juillet 2006  | 2-7234-5370-7     |
| Titre du volume : Davy Back Fight !! (DAVY BACK FIGHT!!) Personnages en couverture : Luffy, Foxy, Porché, Hamburg, Pickles, Big Pan, Monda, Capote, Itomimizu et ChunchunListe des chapitres : - Ch.306 : Donut Race ! (ドーナツレース!!, Dōnatsu Rēsu!!) - Ch.307 : Reaaady... Donut !! (レディ~イ ドーナツ!!, Redi~i Dōnatsu!!) - Ch.308 : Stratégie d'obstruction (妨害大作戦, Bōgai Dai-Sakusen) - Ch.309 : Groggy Monsters (グロッキーモンスターズ, Gurokkī Monsutāzu) - Ch.310 : Groggy Ring !! (グロッキーリング!!, Gurokkī Ringu!!) - Ch.311 : Rough Game (ラフゲーム, Rafu Gēmu) - Ch.312 : Goal ! (GOAL!!) - Ch.313 : Main Event (MAIN EVENT) - Ch.314 : Combat !! (コンバット!!!, Konbatto!!!) - Ch.315 : La pièce secrète (秘密の部屋, Himitsu no Heya) - Ch.316 : Brother Attitude (ブラザー魂, Burazā Sōru) |                  |               |                  |                   |
| Résumé : - Arc Long Ring Long Land (2e partie) |                  |               |                  |                   |
| 34 | 4 août 2004      | 4-08-873638-9 | 5 septembre 2006 | 2-7234-5371-5     |
| Titre du volume : Water Seven, la cité sur l'eau (「水の都」ウォーターセブン, "Mizu no Miyako" Wōtā Sebun) Personnages en couverture : Icebarg, Kalifa, un Yagura, Kaku, Paulie, Monkey D. Luffy et Rob LucciListe des chapitres : - Ch.317 : K.-O. (K.-O.) - Ch.318 : Fin de partie (閉会, Heikai) - Ch.319 : Aokiji, Amiral du Quartier Général de la Marine (海軍本部「大将」青キジ, Kaigun Honbu "Taishō" Aokiji) - Ch.320 : La plus puissante des forces de combat (最高戦力, Saikō Senryoku) - Ch.321 : En combat singulier (一騎打ち, Ikkiuchi) - Ch.322 : Le "Puffing Tom" (パッフィング・トム, Paffingu Tomu) - Ch.323 : Water Seven, la cité sur l'eau (「水の都」ウォーターセブン, "Mizu no Miyako" Wōtā Sebun) - Ch.324 : Aventure dans la cité sur l'eau (水上都市の冒険, Suijō Toshi no Bōken) - Ch.325 : La Franky Family (フランキー一家, Furankī Ikka) - Ch.326 : Monsieur Icebarg (アイスバーグさん, Aisubāgu-san) - Ch.327 : Le quai n°1 de l'île au chantier naval (造船島造船工場1番ドック, Zōsen-Jima Zōsenkōjō Ichiban Dokku) |                  |               |                  |                   |
| Résumé : - Arc Long Ring Long Land (3e partie) - Arc Water Seven (1re partie) |                  |               |                  |                   |
| 35 | 4 novembre 2004  | 4-08-873667-2 | 8 novembre 2006  | 2-7234-5372-3     |
| Titre du volume : Capitaine (船長, Kyaputen) Personnages en couverture : Monkey D. Luffy, Usopp, Franky et KiwiListe des chapitres : - Ch.328 : Enlèvement de pirate (海賊誘拐事件, Kaizoku Yūkai Jiken) - Ch.329 : Mon nom est Franky (おれの名は「フランキー」, Ore no Na wa "Furankī") - Ch.330 : J'ai pris ma décision (決めた, Kimeta) - Ch.331 : Violente dispute (大喧嘩, Ōkenka) - Ch.332 : Luffy versus Usopp (ルフィ vs ウソップ?!, Rufi vs Usoppu?!) - Ch.333 : Capitaine (船長, Kyaputen) - Ch.334 : L'incident de la chambre close (密室の大事件, Misshitsu no Daijiken) - Ch.335 : Warning (WARNING) - Ch.336 : Luffy versus Franky (ルフィ vs フランキー, Rufi vs Furanki) |                  |               |                  |                   |
| Résumé : - Arc Water Seven (2e partie) |                  |               |                  |                   |
| 36 | 4 février 2005   | 4-08-873768-7 | 14 février 2007  | 2-7234-5373-1     |
| Titre du volume : Justice n°9 (9番目の正義, Kyūbanme no Seigi) Personnages en couverture : Monkey D. Luffy, Nico Robin, Kalifa, Rob Lucci, Kaku et BluenoListe des chapitres : - Ch.337 : Les gardiens de la cité sur l'eau (「水の都」の用心棒, "Mizu no Miyako" no Yōjinbō) - Ch.338 : Coup de vent (風来砲, Kū do Van) - Ch.339 : Rumeurs (うわさ, Uwasa) - Ch.340 : La ténébreuse (闇を引く女, Yami o Hiku On'na) - Ch.341 : Le démon (悪魔, Akuma) - Ch.342 : Les émissaires des ténèbres (闇の使者, Yami no Shisha) - Ch.343 : Cipher Pol n°9 (CIPHER POL No. 9) - Ch.344 : Les forces de résistance (抵抗勢力, Teikō Seiryoku) - Ch.345 : Infiltration (潜伏者, Senpukusha) - Ch.346 : Justice n°9 (9番目の正義, Kyūbanme no Seigi) |                  |               |                  |                   |
| Résumé : - Arc Water Seven (3e partie) |                  |               |                  |                   |
| 37 | 28 avril 2005    | 4-08-873802-0 | 4 avril 2007     | 978-2-7234-5805-4 |
| Titre du volume : Monsieur Tom (トムさん, Tomu-san) Personnages en couverture : Monkey D. Luffy, Roronoa Zoro, Nami, Tony-Tony Chopper, Franky et IcebargListe des chapitres : - Ch.347 : Le Rokushiki : l'art des six pouvoirs (六式, Roku Shiki) - Ch.348 : Puissance de frappe (戦闘力, Sentō Ryoku) - Ch.349 : Un simple citoyen (一市民, Ichi Shimin) - Ch.350 : L'entrepôt sous le pont (橋の下倉庫, Hashi no Shita Sōko) - Ch.351 : Klabautermann (クラバウターマン, Kurabautāman) - Ch.352 : "Tom's Workers" (トムズ ワーカーズ, Tomuzu Wākāzu) - Ch.353 : Un charpentier légendaire (伝説の船大工, Densetsu no Funadaiku) - Ch.354 : Le train des mers (海列車, Umi-Ressha) - Ch.355 : Spandam (スパンダム, Supandamu) - Ch.356 : Monsieur Tom (トムさん, Tomu-san) - Ch.357 : Cutty Flam (カティ・フラム, Kati Furamu) |                  |               |                  |                   |
| Résumé : - Arc Water Seven (4e partie) |                  |               |                  |                   |
| 38 | 4 juillet 2005   | 4-08-873839-X | 6 juin 2007      | 978-2-7234-5800-9 |
| Titre du volume : "Rocketman" ! (ロケットマン!!, Rokettoman!!) Personnages en couverture : Monkey D. Luffy, Sniperking, Sanji Vinsmoke, Kokoro, Chimney, Gonbe, Sodome et GomorrheListe des chapitres : - Ch.358 : Résurrection (復活, Fukkatsu) - Ch.359 : Bingo (ビンゴ, Bingo) - Ch.360 : Départ imminent (まもなく出航, Mamonaku Shukkō) - Ch.361 : Post-scriptum (追伸, Tsuishin) - Ch.362 : Marée descendante (引き潮, Hikishio) - Ch.363 : Aqua Laguna (アクア・ラグナ, Akua Raguna) - Ch.364 : Kokoro (ココロ, Kokoro) - Ch.365 : "Rocketman" ! (ロケットマン!!, Rokettoman!!) - Ch.366 : En avant toute ! (出撃!!, Shutsugeki!!) - Ch.367 : Sniperking (そげキング, Sogekingu) |                  |               |                  |                   |
| Résumé : - Arc Water Seven (5e partie) |                  |               |                  |                   |
| 39 | 4 novembre 2005  | 4-08-873872-1 | 21 août 2007     | 978-2-7234-5816-0 |
| Titre du volume : Opération sauvetage (争奪戦, Sōdatsusen) Personnages en couverture : Monkey D. Luffy, Roronoa Zoro, Franky, Nico Robin, T-Bone, Wanze et NeroListe des chapitres : - Ch.368 : Battle Game à bord du train des mers (海列車バトルゲーム, Umi Ressha Batoru Gēmu) - Ch.369 : L'art martial des nouilles (ラーメン拳法, Rāmen Kenpō) - Ch.370 : Tu n'es pas seule (一人じゃない, Hitori ja Nai) - Ch.371 : L'admirable Colonel T. Bone (天晴Tボーン大佐, Appare Tī-Bōn Taisa) - Ch.372 : Parage Shoot (パラージュ, Parāju) - Ch.373 : Un mal nécessaire (必要悪, Hitsuyō Aku) - Ch.374 : Opération sauvetage (争奪戦, Sōdatsusen) - Ch.375 : Les surhommes d'Enies Lobby (エニエス・ロビーの超人達, Eniesu Robī no Chōjintachi) - Ch.376 : J'ai compris !! (わかった!!!, Wakatta!!!) - Ch.377 : Bataille épique sur l'île judiciaire ! (司法の島の大決戦, Shihō no Shima no Daikessen!!) |                  |               |                  |                   |
| Résumé : - Arc Water Seven (6e partie) - Arc Enies Lobby (1re partie) |                  |               |                  |                   |
| 40 | 26 décembre 2005 | 4-08-874003-3 | 14 novembre 2007 | 978-2-7234-5821-4 |
| Titre du volume : Gear (ギア, Gia) Personnages en couverture : Monkey D. Luffy, Blueno, Baskerville, Oimo et KashiListe des chapitres : - Ch.378 : Situation critique (被害状況, Higai Jōkyō) - Ch.379 : Différence de niveaux (道力, Doriki) - Ch.380 : Train express pour l'île principale d'Enies Lobby (エニエス・ロビー本島行き急行便, Eniesu Robī Hontō Yuki Ekisupuresu) - Ch.381 : Virés (クビ, Kubi) - Ch.382 : Le repaire du démon (鬼の隠れ家, Oni no Kakurega) - Ch.383 : Luffy versus Blueno (ルフィVSブルーノ, Lufi VS Burūno) - Ch.384 : L'heure de la contre-attaque (反撃ののろしを上げろ, Hangeki no Noroshi o Agero) - Ch.385 : Il y a toujours un chemin (道はある, Michi wa Aru) - Ch.386 : Du jamais vu (前代未聞, Zendai Mimon) - Ch.387 : Gear (ギア, Gia) - Ch.388 : Gear Second (ギア2, Gia 2) |                  |               |                  |                   |
| Résumé : - Arc Enies Lobby (2e partie) |                  |               |                  |                   |

### Shueisha BOOKS
1. 1 2  Tome 21
2. 1 2  Tome 22
3. 1 2  Tome 23
4. 1 2  Tome 24
5. 1 2  Tome 25
6. 1 2  Tome 26
7. 1 2  Tome 27
8. 1 2  Tome 28
9. 1 2  Tome 29
10. 1 2  Tome 30
11. 1 2  Tome 31
12. 1 2  Tome 32
13. 1 2  Tome 33
14. 1 2  Tome 34
15. 1 2  Tome 35
16. 1 2  Tome 36
17. 1 2  Tome 37
18. 1 2  Tome 38
19. 1 2  Tome 39
20. 1 2  Tome 40

### Glénat manga
1. 1 2  Tome 21
2. 1 2  Tome 22
3. 1 2  Tome 23
4. 1 2  Tome 24
5. 1 2  Tome 25
6. 1 2  Tome 26
7. 1 2  Tome 27
8. 1 2  Tome 28
9. 1 2  Tome 29
10. 1 2  Tome 30
11. 1 2  Tome 31
12. 1 2  Tome 32
13. 1 2  Tome 33
14. 1 2  Tome 34
15. 1 2  Tome 35
16. 1 2  Tome 36
17. 1 2  Tome 37
18. 1 2  Tome 38
19. 1 2  Tome 39
20. 1 2  Tome 40